# Thomas Martiens
Thomas Martiens (* 28. Juni 1982 in Berlin) ist ein deutscher Executive Producer, Podcaster und Musiker.

## Leben
Martiens wurde im Bezirk Friedrichshain-Kreuzberg geboren und wuchs im Ost-Berliner Stadtteil Weißensee auf. Nach einem abgebrochenen Lehramtsstudium und einem abgeschlossenen Bachelorstudium in Medienmanagement begann Martiens, bei MTV zu arbeiten. Er war dort unter anderem an der Produktion der Reihe MTV Masters und ab 2009 als Autor, Redakteur und Realisator der Show MTV Home tätig. Später fungierte er als Redaktionsleiter für neoParadise (seit 2011) und Produzent für Circus HalliGalli (ab 2013). Seit 2018 ist er Executive Producer für zahlreiche Formate von Joko und Klaas wie Das Duell um die Welt und Joko & Klaas gegen ProSieben bei der Fernsehproduktionsgesellschaft Florida Entertainment.
Seit Dezember 2020 ist er gemeinsam mit Sebastian Graage und Frank Tonmann im Podcast Eulen vor die Säue zu hören.
Neben seiner Tätigkeit als Fernsehproduzent ist er seit 2003 Sänger, Songtexter und Gitarrist der Berliner Band Stakeout, die laut eigener Aussage dem Genre „FunPunkPopAlternativeRock mit gelegentlichen Offbeat-Ausflügen“ zugehörig ist.

## Diskografie
Mit Stakeout

## Auszeichnungen
Grimme-Preis
- 2018: „Unterhaltung“ für #Gosling-Gate (mit Klaas Heufer-Umlauf, Ludwig Lehner, Jakob Lundt, Thomas Schmitt und Joko Winterscheidt)[6]
- 2020: „Unterhaltung“ für Joko & Klaas LIVE – 15 Minuten (Staffel 1) (mit Klaas Heufer-Umlauf, Thomas Schmitt und Joko Winterscheidt)[7]
- 2021: „Unterhaltung“ für Joko & Klaas LIVE – Männerwelten (mit Sophie Passmann, Thomas Schmitt und Claudia Schölzel)[8]

Nannen Preis
- 2021: Sonderpreis für A Short Story of Moria und Männerwelten (mit Klaas Heufer-Umlauf, Arne Kreutzfeldt, Sophie Passmann, Thomas Schmitt, Claudia Schölzel und Joko Winterscheidt)

Blauer Panther
- 2023: Publikumspreis Beliebteste Unterhaltungssendung für Joko & Klaas gegen ProSieben